# Încrederea în politicieni în România
Încrederea în politicieni în România reprezintă un indicator sociologic măsurat periodic prin sondaje de opinie realizate de institute specializate. Aceste sondaje evaluează nivelul de încredere al populației în diferite personalități politice naționale, pe baza unor eșantioane reprezentative. Rezultatele sunt utilizate în analize politice, studii sociologice și în mass-media, oferind o imagine asupra percepției publice față de liderii politici din România.

## Evoluția încrederii în politicieni

### 2025
| Sondaj     | Data           | Eșantion | Ilie Bolojan PNL | Nicușor Dan Ind. | Călin Georgescu Ind. | George Simion AUR | Diana Șoșoacă SOS RO | Victor Ponta RPL | Sorin Grindeanu PSD | Dominic Fritz USR | Hunor Kelemen UDMR | Anamaria Gavrilă POT | Cătălin Predoiu PNL |     |     |     |
| ---------- | -------------- | -------- | ---------------- | ---------------- | -------------------- | ----------------- | -------------------- | ---------------- | ------------------- | ----------------- | ------------------ | -------------------- | ------------------- | --- | --- | --- |
| Sondaj     | Data           | Eșantion | CURS             | 4-10 iulie       | 1.067                | 32%               | 38%                  | N/A              | 38%                 | 19%               | N/A                | 26%                  | 22%                 | 24% | 16% | N/A |
| CURS       | 27-30 mai      | 1.287    | 42%              | 57%              | N/A                  | 42%               | 22%                  | N/A              | 36%                 | 27%               | 25%                | 9%                   | N/A                 |     |     |     |
| INSCOP     | 26-30 mai      | 1.150    | 42,2%            | 47%              | N/A                  | 33,9%             | N/A                  | 20%              | 12,9%               | 16,4%             | 26,7%              | N/A                  | N/A                 |     |     |     |
| Avangarde  | 23-28 mai      | 1.300    | 40%              | 44%              | 22%                  | 19%               | 7%                   | N/A              | 20%                 | 14%               | N/A                | N/A                  | 15%                 |     |     |     |
| AtlasIntel | 13-15 mai      | 5.638    | 50%              | 48%              | 45%                  | 44%               | 10%                  | 20%              | N/A                 | N/A               | N/A                | N/A                  | N/A                 |     |     |     |
| AtlasIntel | 9-12 mai       | 3.995    | 50%              | 47%              | 45%                  | 43%               | 11%                  | 19%              | N/A                 | N/A               | N/A                | N/A                  | N/A                 |     |     |     |
| AtlasIntel | 1-3 mai        | 4.250    | 53%              | 33%              | 41%                  | 38%               | 8%                   | 17%              | N/A                 | N/A               | N/A                | N/A                  | N/A                 |     |     |     |
| AtlasIntel | 10-13 aprilie  | 2.994    | 57%              | 33%              | 34%                  | 34%               | 4%                   | 13%              | N/A                 | N/A               | N/A                | N/A                  | N/A                 |     |     |     |
| AtlasIntel | 13-15 martie   | 2.381    | 53%              | 40%              | 38%                  | 34%               | 4%                   | 13%              | N/A                 | N/A               | N/A                | N/A                  | N/A                 |     |     |     |
| CIRA       | 18-22 ianuarie | 1.000    | N/A              | 36%              | 44%                  | 33%               | 26%                  | 30%              | N/A                 | N/A               | N/A                | N/A                  | N/A                 |     |     |     |
| Avangarde  | 10-16 ianuarie | 1.354    | 44%              | 39%              | 51%                  | 38%               | 30%                  | 34%              | N/A                 | N/A               | N/A                | N/A                  | N/A                 |     |     |     |